# Puchar Narodów Europy 2012–2014
Puchar Narodów Europy – organizowane przez FIRA-AER rozgrywki o tytuł mistrza Europy w rugby union.
Kolejna, przypadająca na lata 2012–2014 edycja rozgrywana jest na podobnych zasadach, co w sezonie 2010–2012. Do udziału w rozgrywkach przystąpiło 35 reprezentacji narodowych, wśród których tradycyjnie nie znalazły się drużyny biorące udział w Pucharze Sześciu Narodów (Anglia, Francja, Irlandia, Szkocja, Walia i Włochy). W porównaniu z poprzednią edycją, zabrakło także wykluczonej reprezentacji Armenii, do zawodów dołączyła natomiast Turcja. Drużyny podzielono na trzy dywizje (1, 2 i 3) oraz „poddywizje” (1A, 1B; 2A, 2B, 2C, 2D) zgodnie z miejscami zajętymi w poprzednim sezonie.

## Punktacja
Za zwycięstwo przyznaje się 4 punkty, za remis po 2, natomiast za porażkę 0 punktów. Przyznaje się także tak zwane punkty bonusowe: po jednym za porażkę różnicą siedmiu lub mniej punktów oraz za zdobycie co najmniej czterech przyłożeń w jednym meczu.
W razie równej liczby punktów na zakończeniu rozgrywek, o klasyfikacji decydują kolejno:
- liczba punktów meczowych zdobytych w bezpośrednich pojedynkach,
- stosunek „małych” punktów zdobytych do straconych w bezpośrednich pojedynkach,
- liczba przyłożeń zdobytych w bezpośrednich pojedynkach,
- liczba „małych” punktów zdobytych w bezpośrednich pojedynkach,
- stosunek „małych” punktów zdobytych do straconych we wszystkich meczach grupowych,
- liczba przyłożeń zdobytych we wszystkich meczach grupowych,
- liczba „małych” punktów zdobytych we wszystkich meczach grupowych.

## Dywizja 1

### Dywizja 1A
Zdobywcą Pucharu Narodów Europy, zarówno w sezonie 2013, jak i 2014 ponownie wywalczyła reprezentacja Gruzji, która wyprzedziła reprezentację Rumunię. Na ostatnim miejscu rozgrywki zakończył beniaminek, drużyna Belgii, która nie zdołała wygrać choćby jednego meczu.
|    | Drużyna    | Mecze | Wygrane | Remisy | Przegrane | Bilans punktów | Różnica | Punkty dodatkowe | Punkty | Uwagi                        |
| -- | ---------- | ----- | ------- | ------ | --------- | -------------- | ------- | ---------------- | ------ | ---------------------------- |
| 1. | Gruzja     | 10    | 9       | 1      | 0         | 286:106        | +180    | 3                | 41     | Zdobywca PNE 2013 i PNE 2014 |
| 2. | Rumunia    | 10    | 8       | 1      | 1         | 242:106        | +136    | 4                | 38     |                              |
| 3. | Rosja      | 10    | 6       | 0      | 4         | 219:249        | −30     | 4                | 28     |                              |
| 4. | Hiszpania  | 10    | 2       | 2      | 6         | 159:243        | −84     | 3                | 15     |                              |
| 5. | Portugalia | 10    | 2       | 1      | 7         | 145:222        | −77     | 2                | 12     |                              |
| 6. | Belgia     | 10    | 0       | 1      | 9         | 134:259        | −125    | 4                | 6      |                              |

|            | Belgia | Gruzja | Hiszpania | Portugalia | Rosja | Rumunia |
| ---------- | ------ | ------ | --------- | ---------- | ----- | ------- |
| Belgia     |        | 13:17  | 21:21     | 6:19       | 20:34 | 14:32   |
| Gruzja     | 35:0   |        | 61:18     | 25:12      | 36:10 | 22:9    |
| Hiszpania  | 11:6   | 17:24  |           | 9:9        | 25:28 | 15:25   |
| Portugalia | 18:12  | 9:34   | 24:28     |            | 23:31 | 13:19   |
| Rosja      | 43:32  | 9:23   | 13:9      | 34:18      |       | 3:34    |
| Rumunia    | 29:10  | 9:9    | 32:6      | 24:0       | 29:14 |         |

### Dywizja 1B
Do wyższej dywizji po czterech latach przerwy awansowali Niemcy, zaś do grupy 2A spadła reprezentacja Czech.
|    | Drużyna  | Mecze | Wygrane | Remisy | Przegrane | Bilans punktów | Różnica | Punkty dodatkowe | Punkty |
| -- | -------- | ----- | ------- | ------ | --------- | -------------- | ------- | ---------------- | ------ |
| 1. | Niemcy   | 10    | 8       | 0      | 2         | 398:180        | +218    | 7                | 39     |
| 2. | Mołdawia | 10    | 7       | 0      | 3         | 267:228        | +39     | 6                | 34     |
| 3. | Ukraina  | 10    | 5       | 0      | 5         | 227:227        | 0       | 4                | 24     |
| 4. | Polska   | 10    | 5       | 0      | 5         | 208:183        | +26     | 2                | 22     |
| 5. | Szwecja  | 10    | 3       | 0      | 7         | 193:307        | −114    | 2                | 14     |
| 6. | Czechy   | 10    | 2       | 0      | 8         | 142:310        | −168    | 3                | 11     |

|          | Czechy | Mołdawia | Niemcy | Polska | Szwecja | Ukraina |
| -------- | ------ | -------- | ------ | ------ | ------- | ------- |
| Czechy   |        | 37:19    | 8:27   | 3:29   | 18:22   | 10:17   |
| Mołdawia | 37:12  |          | 30:15  | 24:20  | 50:20   | 28:8    |
| Niemcy   | 76:12  | 32:14    |        | 43:13  | 73:17   | 46:28   |
| Polska   | 30:10  | 12:21    | 22:13  |        | 30:9    | 13:12   |
| Szwecja  | 11:17  | 54:6     | 20:45  | 19:11  |         | 10:22   |
| Ukraina  | 42:15  | 18:38    | 16:28  | 29:28  | 35:11   |         |

## Dywizja 2

### Dywizja 2A
Grupę 2A z olbrzymią przewagą wygrała reprezentacja Holandii. Dwa ostatnie miejsca, z równą liczbą punktów zajęły drużyny Litwy i Chorwacji – mając na uwadze wyniki spotkań między tymi drużynami, do dywizji 2B bezpośrednio spadli Litwini, zaś Chorwacja musiała wziąć udział w barażu.
|    | Drużyna    | Mecze | Wygrane | Remisy | Przegrane | Bilans punktów | Różnica | Punkty dodatkowe | Punkty | Bilans bezpośredni |
| -- | ---------- | ----- | ------- | ------ | --------- | -------------- | ------- | ---------------- | ------ | ------------------ |
| 1. | Holandia   | 8     | 7       | 1      | 0         | 257:125        | +132    | 5                | 35     |                    |
| 2. | Szwajcaria | 8     | 4       | 1      | 3         | 170:159        | +11     | 3                | 21     |                    |
| 3. | Malta      | 8     | 4       | 0      | 4         | 162:179        | −17     | 2                | 18     |                    |
| 4. | Chorwacja  | 8     | 2       | 0      | 6         | 145:221        | −76     | 3                | 11     | 25:21 15:14        |
| 5. | Litwa      | 8     | 2       | 0      | 6         | 149:199        | −50     | 3                | 11     | 25:21 15:14        |

|            | Chorwacja | Holandia | Litwa | Malta | Szwajcaria |
| ---------- | --------- | -------- | ----- | ----- | ---------- |
| Chorwacja  |           | 24:29    | 25:21 | 20:19 | 11:26      |
| Holandia   | 45:13     |          | 34:25 | 48:10 | 24:7       |
| Litwa      | 15:14     | 16:24    |       | 10:13 | 24:18      |
| Malta      | 37:18     | 10:33    | 34:17 |       | 10:19      |
| Szwajcaria | 29:20     | 20:20    | 37:21 | 14:29 |            |

### Dywizja 2B
Rozgrywki w tej grupie zakończyły się tryumfem reprezentacji Izraela. Miejsce premiowane możliwością udziału w barażu zajęła drużyna Łotwy. Do dywizji 2C spadła Serbia, zaś o zachowanie w miejsca w dywizji 2B czwarta w tabeli Dania zmuszona była wziąć udział w barażu.
|    | Drużyna | Mecze | Wygrane | Remisy | Przegrane | Bilans punktów | Różnica | Punkty dodatkowe | Punkty |
| -- | ------- | ----- | ------- | ------ | --------- | -------------- | ------- | ---------------- | ------ |
| 1. | Izrael  | 8     | 7       | 0      | 1         | 212:109        | +103    | 5                | 33     |
| 2. | Łotwa   | 8     | 5       | 0      | 3         | 174:149        | +25     | 6                | 22     |
| 3. | Andora  | 8     | 4       | 1      | 3         | 131:140        | −9      | 2                | 20     |
| 4. | Dania   | 8     | 2       | 1      | 5         | 128:151        | −23     | 4                | 14     |
| 5. | Serbia  | 8     | 1       | 0      | 7         | 136:232        | −96     | 2                | 6      |

|        | Andora | Dania | Izrael | Łotwa | Serbia |
| ------ | ------ | ----- | ------ | ----- | ------ |
| Andora |        | 22:11 | 5:26   | 11:22 | 29:13  |
| Dania  | 6:6    |       | 13:15  | 9:16  | 38:0   |
| Izrael | 20:16  | 46:3  |        | 17:15 | 48:22  |
| Łotwa  | 19:22  | 27:15 | 29:22  |       | 25:14  |
| Serbia | 23:26  | 19:33 | 6:18   | 39:21 |        |

### Dywizja 2C
Grupę 2C wygrała reprezentacja Cypru, która wygrała wszystkie osiem spotkań i tylko w dwóch meczach nie wywalczyła punktu ofensywnego za co najmniej cztery przyłożenia. Za nią, ze stratą 14 punktów uplasowała się reprezentacja Węgier, która przystąpiła do barażu o awans z czwartą drużyną grupy 2B. Na miejscu spadkowym zmagania zakończyła Bułgaria, a do barażu trafiła Austria.
|    | Drużyna  | Mecze | Wygrane | Remisy | Przegrane | Bilans punktów | Różnica | Punkty dodatkowe | Punkty |
| -- | -------- | ----- | ------- | ------ | --------- | -------------- | ------- | ---------------- | ------ |
| 1. | Cypr     | 8     | 8       | 0      | 0         | 346:92         | +254    | 6                | 38     |
| 2. | Węgry    | 8     | 5       | 0      | 3         | 199:123        | +76     | 4                | 24     |
| 3. | Słowenia | 8     | 3       | 0      | 5         | 109:202        | −93     | 3                | 15     |
| 4. | Austria  | 8     | 2       | 0      | 6         | 155:166        | −11     | 4                | 12     |
| 5. | Bułgaria | 8     | 2       | 0      | 6         | 116:342        | −226    | 1                | 9      |

|          | Austria | Bułgaria | Cypr  | Słowenia | Węgry |
| -------- | ------- | -------- | ----- | -------- | ----- |
| Austria  |         | 58:14    | 20:54 | 20:8     | 10:11 |
| Bułgaria | 12:7    |          | 15:46 | 20:14    | 5:67  |
| Cypr     | 22:8    | 79:10    |       | 49:8     | 46:13 |
| Słowenia | 22:20   | 43:17    | 3:34  |          | 8:7   |
| Węgry    | 23:12   | 28:23    | 15:16 | 35:3     |       |

### Dywizja 2D
Tę dość wyrównaną grupę wygrał Luksemburg (awans do Dywizji 2C) przed Bośnią i Hercegowiną oraz Norwegią (po 21 punktów) – o ostatecznej kolejności decydowały wyniki bezpośrednich meczów, które przemawiały na korzyść Bośniaków. Miejsce piąte, oznaczające spadek do trzeciej dywizji zajęła ostatecznie Grecja.
|    | Drużyna              | Mecze | Wygrane | Remisy | Przegrane | Bilans punktów | Różnica | Punkty dodatkowe | Punkty | Bilans bezpośredni |
| -- | -------------------- | ----- | ------- | ------ | --------- | -------------- | ------- | ---------------- | ------ | ------------------ |
| 1. | Luksemburg           | 8     | 6       | 0      | 2         | 174:108        | +46     | 1                | 25     |                    |
| 2. | Bośnia i Hercegowina | 8     | 4       | 0      | 4         | 187:132        | +59     | 5                | 21     | 43:0 11:9          |
| 3. | Norwegia             | 8     | 4       | 0      | 4         | 141:135        | +6      | 5                | 21     | 43:0 11:9          |
| 4. | Finlandia            | 8     | 3       | 0      | 5         | 128:174        | −46     | 4                | 16     |                    |
| 5. | Grecja               | 8     | 3       | 0      | 5         | 132:213        | −81     | 1                | 13     |                    |

|                      | Bośnia i Hercegowina | Finlandia | Grecja | Luksemburg | Norwegia |
| -------------------- | -------------------- | --------- | ------ | ---------- | -------- |
| Bośnia i Hercegowina |                      | 19:15     | 17:20  | 33:23      | 43:0     |
| Finlandia            | 29:25                |           | 35:20  | 14:16      | 12:24    |
| Grecja               | 22:17                | 11:13     |        | 8:52       | 21:14    |
| Luksemburg           | 12:24                | 27:7      | 20:7   |            | 15:8     |
| Norwegia             | 11:9                 | 32:3      | 45:23  | 7:9        |          |

## Dywizja 3
Pierwotnie w dywizji tej zadebiutować, obok Turcji, miała także Estonia, jednak w ostatniej chwili zespół został wycofany z rozgrywek. Ostatecznie trzyzespołową grupę wygrali Turcy, którzy odnieśli komplet czterech zwycięstw.
|    | Drużyna     | Mecze | Wygrane | Remisy | Przegrane | Bilans punktów | Różnica | Punkty dodatkowe | Punkty |
| -- | ----------- | ----- | ------- | ------ | --------- | -------------- | ------- | ---------------- | ------ |
| 1. | Turcja      | 4     | 4       | 0      | 0         | 173:15         | +158    | 4                | 20     |
| 2. | Słowacja    | 4     | 2       | 0      | 2         | 52:115         | −63     | 0                | 8      |
| 3. | Azerbejdżan | 4     | 0       | 0      | 4         | 32:127         | −95     | 0                | 0      |

|             | Azerbejdżan | Słowacja | Turcja |
| ----------- | ----------- | -------- | ------ |
| Azerbejdżan |             | 16:25    | 3:31   |
| Słowacja    | 18:10       |          | 3:55   |
| Turcja      | 53:3        | 34:6     |        |

## Baraże
Po rozegraniu baraży swoje miejsce w dywizji 2A i 2C utrzymały – odpowiednio – Chorwacja i Austria. Do barażu o miejsce w grupie 2B przystąpić reprezentacje Danii i Węgier, jednak ta pierwsza zrezygnowała z udziału w meczu barażowym i w związku z tym spadła do dywizji 2C.
|      | Zespół 1.            |    | Zespół 2. | wynik |
| ---- | -------------------- | -- | --------- | ----- |
| O 2A | Łotwa                | vs | Chorwacja | 10:16 |
| O 2B | Węgry                | vs | Dania     | wo.   |
| O 2C | Bośnia i Hercegowina | vs | Austria   | 12:26 |